# Margarete Gericke
Margarete Gericke, geb. Aulich (* 15. Juni 1911 in Neiße; † 26. November 2006 in Berlin) war eine deutsche Schriftstellerin.

## Leben
Margarete Gericke wurde 1911 in Neisse (heute Nysa) als Tochter eines Buchbindermeisters und Papierwarenhändlers geboren. In ihrer Geburtsstadt Neisse in Oberschlesien besuchte sie die Volksschule sowie das evangelische Mädchenlyzeum. Im Jahre 1931 erlangte sie das Abitur und war anschließend in verschiedenen kirchlichen Einrichtungen tätig. In den Jahren 1932 bis 1934 absolvierte sie in der Berliner Bibelschule des Burckhardthauses eine Ausbildung zur evangelischen Gemeindehelferin. Anschließend arbeitete sie als Erzieherin für geistig behinderte Jungen in Ober-Schreiberhau im Riesengebirge und wurde 1936 Gemeindehelferin in Bremen.
Margarete Gericke war seit 1942 mit dem Theologen und Kirchenhistoriker Wolfgang Gericke (1914–1993) verheiratet. Sie wechselte im Laufe ihres Lebens mehrmals den Wohnort, Hohenmölsen (1945), Laucha an der Unstrut (1946), Morl (1947), Finsterwalde (1950), Doberlug-Kirchhain (1961) und Chemnitz (1981). Ab 1987 lebte sie in Berlin-Friedrichshain, wo sie im Jahre 2006 auch im Alter von 95 Jahren starb.
Ihr Schwiegervater war der Finsterwalder Lehrer und Heimathistoriker Wilhelm Gericke (1882–1962).

## Werk (Auswahl)
Margarete Gericke verfasste mehrere Erzählungen über historische Ereignisse und Persönlichkeiten der Elbe-Elster-Region. Des Weiteren erschienen von 1992 bis 1998 auch verschiedene Beiträge in regionalen Periodika, wie dem Finsterwalder Heimatkalender.
- Der Wettlauf auf Kloster Dobrilugk (Erz.), 1965;
- Kirchenstreit in Dobrilugk. Drei historische Erzählungen. 1978;
- Der Fall Hanschkel. Ermittlungen. 1985.